# Melitulias oriadelpha
Melitulias oriadelpha är en fjärilsart som beskrevs av Turner 1926. Melitulias oriadelpha ingår i släktet Melitulias och familjen mätare. Inga underarter finns listade i Catalogue of Life.